# (31324) Jiřímrázek
(31324) Jiřímrázek – planetoida z pasa głównego asteroid okrążająca Słońce w ciągu 5 lat i 127 dni w średniej odległości 3,06 j.a. Została odkryta 27 kwietnia 1998 roku w obserwatorium astronomicznym w Ondřejovie przez Lenkę Šarounovą. Nazwa planetoidy pochodzi od Jiřzíego Mrázka (1923–1978), czeskiego geofizyka, popularyzatora astronomii. Przed jej nadaniem planetoida nosiła oznaczenie tymczasowe (31324) 1998 HR31.